# نانا موری
نانا موری (انگلیسی: Nana Mori؛ زادهٔ ۳۱ اوت ۲۰۰۱) بازیگر، صداپیشه، مجری رادیو، و خواننده اهل ژاپن است. وی از سال ۲۰۱۶ میلادی تاکنون مشغول فعالیت بوده‌است.